# Халзан (пиво)
«Халзан» — марка пива, выпускаемого компанией «Очаково». Лёгкий лагер со свежим хмелевым ароматом. Пиво «Халзан» сварено по классической технологии пивоварения. Выпускается с 2016 года.
В 2018 году пиво «Халзан» было признано лучшим российским пивом по версии Роскачества. Напиток получил оценку 5,33 из 5,5 возможных и занял второе место после Amstel (Amstel, Нидерланды).
В 2019 году пиво «Халзан» безалкогольное стало спонсором Российской Премьер-Лиги сезона 19/20.

## Название марки
Название пива происходит от «халзан», что в переводе означает «золотой орёл» — устаревшее имя беркута, крупнейшего пернатого хищника, обитающего в горах и предгорьях. Этот образ лёг в основу дизайна упаковки и главного героя «Халзана».

## Ингредиенты
В состав «Халзана» светлого входят: вода, солод ячменный светлый, ячмень и хмель. В составе безалкогольного «Халзана» — вода, солод ячменный светлый, хмель.
В состав «Халзана» крепкое входят: вода, солод ячменный светлый, солод карамельный, хмель. В «Халзане» нефильтрованное солод карамельный заменён на солод пшеничный.

## Виды «Халзан»
- «Халзан» светлое — содержание алкоголя 4,5 %. Выпускается с 2016 года[1]. Экстрактивность начального сусла — 10 %[9]. Образец обладает ярким хмелевым профилем и выраженной горчинкой. Процесс брожения составляет не менее 19 суток. Напиток был признан лучшим российским пивом 2018 года по версии Роскачества[3][10].

- «Халзан» безалкогольное — содержание алкоголя от 0,35 % до 0,4 %. Выпущено в начале 2019 года. В составе пива 2 сорта американского хмеля: Cascade и Citra. В ассортименте безалкогольного пива «Очаково» «Халзан» был выпущен первым[10]. Процесс брожения сорта составляет 14 дней.

- «Халзан» нефильтрованное — содержание алкоголя 4,7 %. Экстрактивность начального сусла — 11 %. Процесс брожения длится 26 суток. Выпускается с начала 2020 года. В составе помимо классического ячменного солода, есть пшеничный. Применяется технология холодного охмеления с американским хмелем Citra. Во вкусе и аромате присутствуют фруктово-цитрусовые ноты[11][12].

- «Халзан» крепкое — содержание алкоголя 8,1 %. Экстрактивность начального сусла — 17 %. Выпускается с февраля 2020 года. Является плотным крепким элем, с периодом брожения не менее 35 суток. В аромате превалируют эфирные леденцовые тона, послевкусие сладковатое. Сорт хорошо выброжен, обладает сухим телом, хмелевая горечь заметная, но не резкая[13][12].